# Messier 72
Messier 72 (również M72 lub NGC 6981) – gromada kulista znajdująca się w gwiazdozbiorze Wodnika. Odkrył ją w nocy z 29 na 30 sierpnia 1780 roku Pierre Méchain. Charles Messier po obserwacjach z 4 i 5 października dodał ją do swojego katalogu pod numerem 72.

## Charakterystyka gromady
M72 jest jedną z mniejszych i słabszych gromad kulistych w katalogu Messiera. Jest też jedną z najdalszych – znajduje się w odległości ok. 55,4 tys. lat świetlnych od Ziemi oraz 42,1 tys. lat świetlnych od centrum Galaktyki. Zbliża się do Układu Słonecznego z prędkością 255 km/s. Średnica gromady wynosi około 106 lat świetlnych.
M72 jest słabo skoncentrowana – należy do klasy IX. W katalogu Messiera mniej gęste są tylko M71 (IX-X) i M56 (X).
Do tej pory w M72 odkryto 49 gwiazd zmiennych, głównie typu RR Lyrae. Najjaśniejsza z gwiazd gromady ma jasność obserwowaną ok. 14,2m. Szacuje się, że łączna liczba gwiazd przekracza 100 tysięcy, a masa gromady wynosi 300-500 tysięcy mas Słońca.
M72 zawiera głównie stare gwiazdy. Chociaż w gromadzie nie zachodzą procesy gwiazdotwórcze odnaleziono w niej kilka młodych błękitnych olbrzymów. Najnowsze badania tłumaczą ten fakt innym mechanizmem powstawania olbrzymów w gromadach – rodzą się one na skutek zderzenia dwu starszych gwiazd.
Typ widmowy M72 określa się na F7.

## Obserwacje
W 4-calowym teleskopie M72 wygląda na bardzo małą (ok. 2') i „ziarnistą”. Przez instrument 8-calowy można dostrzec pojedyncze gwiazdy na brzegach.
Aby odnaleźć M72 na niebie należy najpierw znaleźć gwiazdę epsilon Aquarii (4m, α: 20h 47m 40,55s, δ: -09° 29′ 44,8″), gromada znajduje się w odległości około 3,3° od niej.
Drugim sposobem jest odnalezienie M73 (α: 20h 58m 55,97s, δ: -12° 38′ 07,8″) – grupy czterech gwiazd, M72 znajduje się w odległości ok. 1,5°. Trzecim jest odmierzenie około 9° od gwiazdy alfa Capricorni (α: 20h 18m, δ: -12° 32′).
W odległości 40' od M72 znajduje się gwiazda HD 198431 (6m, typ widmowy K1 III, α: 20h 50m 41,78s, δ: -12° 32′ 41,7″). W podobnej odległości od gwiazdy znajduje się bardzo słaba galaktyka karłowata Karzeł Wodnika należąca do Grupy Lokalnej.